# Erzengel-Michael-Kirche (Ladomirová)

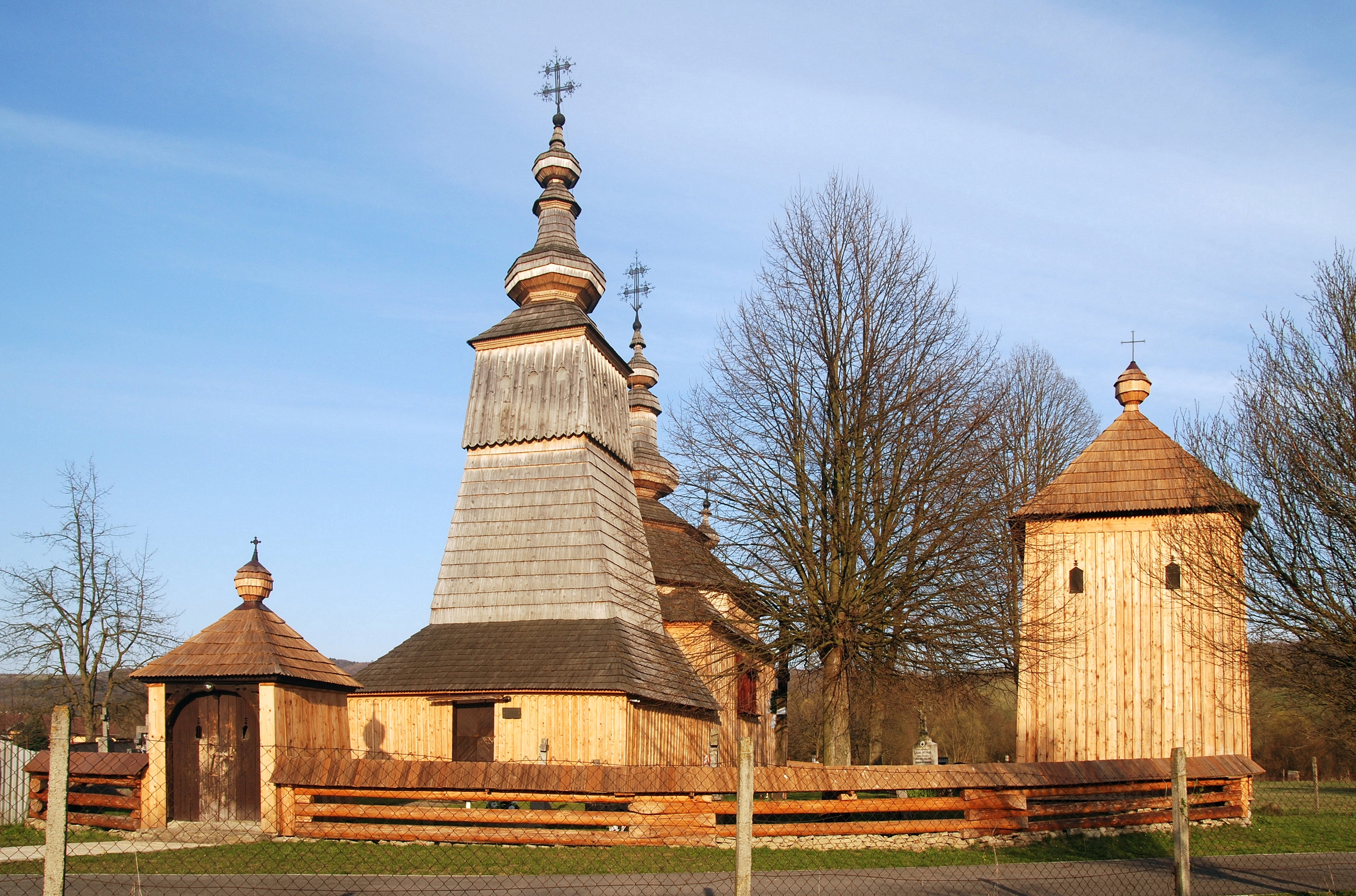
Erzengel-Michael-Kirche in Ladomirová

Erzengel-Michael-Kirche (slowakisch Chrám svätého Michala archanjela) ist eine griechisch-katholische Holzkirche in Ladomirová, Prešovský kraj, Slowakei. Sie trägt das Patrozinium des Erzengels Michael.
Die Kirche wurde 1742 gebaut. Im Zweiten Weltkrieg wurden das Kirchengebäude sowie einige Ikonen aus der Ikonostase beträchtlich beschädigt. Die Schäden wurden 1946 behoben, aber ein Gewitter im Jahr 1957 machte eine erneute Renovierung ein Jahr später erforderlich. Vom Bau her handelt sich um ein dreiteiliges Blockhaus mit drei Räumen und drei Türmen mit je einem zwiebelförmigen Aufbau und einem Kreuz.
Die Ikonostase aus der Mitte des 18. Jahrhunderts hat fünf Reihen, die Hauptreihe enthält Ikonen des heiligen Bischofs Nikolaus, der heiligen Gottesmutter, von Christus als Pantokrator und des Kirchenpatrons Erzengels Michael. In der zweiten Reihe sind die zwölf Hauptfeste der Orthodoxie und das letzte Abendmahl in der Mitte dargestellt. In der dritten Reihe sind die heiligen Apostel abgebildet, geteilt durch die mittige Ikone von Christus als Hohepriester. In der vierten Reihe befinden sich sechs Medaillons mit je zwei Abbildungen von Propheten aus dem Alten Testament und die Ikone Christus am Kreuz. Die fünfte Reihe hat zwei große Ikonen (Auferstandener Christus unter der ersten Hauptikone und Kaiserin Helena und Kaiser Konstantin mit dem Kreuz unter der vierten Hauptikone) sowie Abbildungen von Cherubinen unter den zweiten und dritten Ikonen. Die Ikonostase wurde 1996–2006 stufenweise restauriert.
Neben der Kirche steht ein hölzerner Glockenturm. Er hat ein durch Bretter gedecktes Pyramidendach. Ursprünglich befanden sich hier vier Glocken, eine sogar aus dem Jahr 1742, jetzt findet man dort nur noch drei.
Seit 2008 ist die Kirche Teil des UNESCO-Welterbes: „Holzkirchen im slowakischen Teil der Karpaten“.